# Список глав союзов центральноамериканских государств

Эмблема SICA

Список глав союзов центральноамериканских государств включает в себя лиц, возглавлявших федеративные и конфедеративные государственные образования, созданные странами Центральной Америки после обретения ими независимости от испанской короны. Эти страны (ныне существующие Гватемала, Гондурас, Никарагуа, Эль-Сальвадор и Коста-Рика, а также исторические Чьяпас и Лос-Альтос) неоднократно предпринимали попытки создания единого государства, во-первых, объединяемые общим прошлым, когда они были территориальными единицами генерал-капитанства Гватемала в составе Испанской империи, во-вторых, географически находясь на узком перешейке между двумя океанами и будучи сходными по природным и демографическим условиям, наконец, имея к моменту обретения независимости общее административное управление в лице находившегося в Нуэва-Гватемала-де-ла-Асунсьоне испанского генерал-капитана и генерал-интенданта провинций Гватемалы (исп. Capitanes Generales y Generales Intendentes de las Provincias de Guatemala).
В настоящее время институциональной основой интеграционных процессов в регионе является Система центральноамериканской интеграции (SICA), основанная 13 декабря 1991 года подписанием Тегусигальпского протокола Коста-Рикой, Эль-Сальвадором, Гватемалой, Гондурасом, Никарагуа и Панамой; в 2000 году её новым полноправным членом стал Белиз, в 2013 году — Доминикана. Важнейшим политическим межгосударственным органом является Центральноамериканский парламент.
Использованная в первых столбцах таблиц нумерация является условной. В столбцах «Выборы» отражены состоявшиеся выборные процедуры или иные основания получения полномочий.

## Первоначальная интеграция (1821—1825)

Герб СПЦА

В марте 1821 года генерал-капитаном и генерал-интендантом провинций Гватемалы стал Габино Гайнса. Реагируя на подписание 24 августа 1821 года Кордовского договора о признании мексиканской независимости (между испанским наместником Хуаном О’Доноху и возглавившим освободительное движение Агустином де Итурбиде), в основу которого был положен «План Игуалы», по инициативе Гайнсы провинциальная депутация (исп. Diputación Provincial) Гватемалы 15 сентября 1821 года приняла Акт о независимости от испанской монархии, предложив другим провинциям одноимённого генерал-капитанства направить делегатов на общий конгресс для решения вопроса о суверенитете или присоединении к мексиканской империи. Если согласие Сан-Сальвадора было получено незамедлительно, то Комаягуа (будущий Гондурас) поддержала созыв конгресса 28 сентября, а Никарагуа и Коста-Рика — 11 октября. В течение октября Итурбиде дважды обращался к Гайнсе с предложением о присоединении провинций к империи. 30 ноября 1821 года Гайнса предложил властям на местах провести обсуждение этого вопроса и выявить «желание» народа, подчеркнув, что сам является сторонником присоединения. К началу 1822 года были получены ответы муниципалитетов, большинство которых заняло промексиканскую позицию, и 9 января 1822 года созданная Гайнсой временная консультативная хунта приняла декларацию о присоединении провинций Гватемалы к Мексике. 11 января 1822 года возглавляемая Хосе Матиасом Дельгадо правящая хунта Сан-Сальвадора заявила о его отделении от Гватемалы и необходимости созыва конгресса по вопросу присоединения к Мексике. В мае 1822 года в Гватемалу вступили направленные Итурбиде войска под командованием Висенте Филисолы, которому 22 июня 1822 года Гайнса передал полномочия и отбыл в Мехико; в июле 1822 года мексиканский конгресс одобрил присоединение центральноамериканских провинций. Подавив сопротивление сальвадорцев, Филисола принял 10 февраля 1823 года их присягу императору Агустину I, завершив аннексию, однако уже 19 марта 1823 года император бежал в Европу.

Герб ФРЦА

29 марта 1823 года Филисола принял решение созвать предусмотренный Актом о независимости 1821 года конгресс провинций, который открылся 29 июня 1823 года под председательством Дельгадо, сразу признав присоединение к Мексике незаконным и насильственным. 1 июля 1823 года была принята Декларация о полной независимости Центральной Америки (в основном, представителями Гватемалы и Сан-Сальвадора, поскольку не все делегаты успели приехать, а Коста-Рика отказалась их направлять до вывода мексиканских войск), на другой день декларацию поддержали никарагуанцы, а собравшийся конгресс было решено объявить Конституционной национальной ассамблеей, наконец, 10 июля 1823 года было заявлено о создании Соединённых провинций Центральной Америки (исп. Provincias Unidas del Centro de América, также Республика Центральной Америки, исп. República del Centro de América) в составе Гватемалы, Сан-Сальвадора и Никарагуа и об избрании правящего триумвирата. 5 октября 1823 года его сменил новый состав триумвиров, работавший до избрания президента федерации. 17 декабря 1823 года ассамблея приняла решение распространить представленный редакционной комиссией текст основ федеральной конституции с целью получения замечаний или предложений провинций. Хотя эти основы являлись только схемой будущей конституции, в Сан-Сальвадоре поспешили созвать учредительный конгресс для принятия своей конституции в соответствии с этими основами, после чего 5 мая 1824 года ассамблея наделила провинции полномочиями организовывать свои органы власти в соответствии с базовым текстом, а также созвала выборы в будущие федеральные органы власти. Эти решения привели к тому, что проект редакционной комиссии приобрёл характер временной конституции. 4 марта 1824 года Коста-Рика одобрила присоединение к союзу и 6 марта была в него принята.
22 ноября 1824 года ассамблея утвердила постоянную конституцию, по которой страна получила название Федерация Центральной Америки (исп. Federación de Centro América), при этом в официальных документах повсеместно использовалось название Федеративная Республика Центральной Америки (исп. República Federal de Centro América), оно же было указано на гербе страны. В тот же день к союзу присоединился Гондурас.
Курсивом на сером фоне показаны даты начала и окончания полномочий лиц, замещающих временно отсутствующих избранных членов триумвиратов.
|        | Портрет | Имя (годы жизни)                                                                           | Полномочия                                        | Полномочия      | Должность | Пр.                  |
| Начало | Портрет | Имя (годы жизни)                                                                           | Окончание                                         |                 | Должность | Пр.                  |
| ------ | ------- | ------------------------------------------------------------------------------------------ | ------------------------------------------------- | --------------- | --- | -------------------- |
| —      |         | Габино Гайнса-и-Фернандес де Медрано (1753—1829) исп. Gabino Gaínza y Fernández de Medrano | 15 сентября 1821                                  | 22 июня 1822    | верховный политический глава, генерал-капитан и генерал-интендант провинций Гватемалы исп. Jefes Políticos Superiores, Capitanes Generales y Generales Intendentes de las Provincias de Guatemala | [ 5 ] [ 20 ] [ 21 ]  |
| —      |         | Висенте Филисола (1789—1850) исп. Vicente Filísola                                         | 22 июня 1822                                      | 17 июля 1823    | верховный политический глава, генерал-капитан и генерал-интендант провинций Гватемалы исп. Jefes Políticos Superiores, Capitanes Generales y Generales Intendentes de las Provincias de Guatemala | [ 22 ] [ 23 ]        |
| —      |         | Антонио Ривера Кабесас (1784—1851) исп. Antonio Rivera Cabezas                             | 10 июля 1823                                      | 5 октября 1823  | члены триумвирата исп. miembros del triunvirato | [ 24 ] [ 25 ] [ 26 ] |
| —      |         | Педро Хосе Антонио Молина Масарьегос (1777—1854) исп. Pedro José Antonio Molina Mazariegos | 10 июля 1823                                      | 5 октября 1823  | члены триумвирата исп. miembros del triunvirato | [ 24 ] [ 27 ]        |
| —      |         | Хуан Висенте Вильякорта Диас (1764—1828) исп. Juan Vicente Villacorta Díaz                 | 10 июля 1823                                      | 5 октября 1823  | члены триумвирата исп. miembros del triunvirato | [ 24 ] [ 28 ]        |
| —      |         | Томас Антонио O’Хоран-и-Аргуэльо (1776—1848) исп. Tomás Antonio O'Horán y Argüello         | 5 октября 1823                                    | 29 апреля 1825  | члены триумвирата исп. miembros del triunvirato | [ 29 ] [ 30 ]        |
| —      |         | Хосе Сесилио Диас дель Валье (1780—1834) исп. José Cecilio Díaz del Valle                  | 5 октября 1823 (избран) 5 февраля 1824 (по факту) | 29 апреля 1825  | члены триумвирата исп. miembros del triunvirato | [ 29 ] [ 31 ]        |
| —      |         | Мануэль Хосе де Арсе-и-Фагоага (1787—1847) исп. Manuel José de Arce y Fagoaga              | 5 октября 1823 (избран) 15 марта 1824 (по факту)  | 4 сентября 1824 | члены триумвирата исп. miembros del triunvirato | [ 29 ] [ 32 ] [ 33 ] |
| —      |         | Хосе Сантьяго Милья Пинеда Арриага (1783—?) исп. José Santiago Milla Pineda Arriaga        | 5 октября 1823                                    | 5 февраля 1824  | члены триумвирата исп. miembros del triunvirato | [ 29 ]               |
| —      |         | Хуан Висенте Вильякорта Диас (1764—1828) исп. Juan Vicente Villacorta Díaz                 | 5 октября 1823                                    | 15 марта 1824   | члены триумвирата исп. miembros del triunvirato | [ 28 ] [ 29 ]        |
| —      |         | Хосе Мануэль де ла Серда-и-Агилар (1780—1840) исп. José Manuel de la Cerda y Aguilar       | 25 октября 1824                                   | 29 апреля 1825  | члены триумвирата исп. miembros del triunvirato | [ 29 ]               |

## Федерация после установления поста президента (1825—1840)

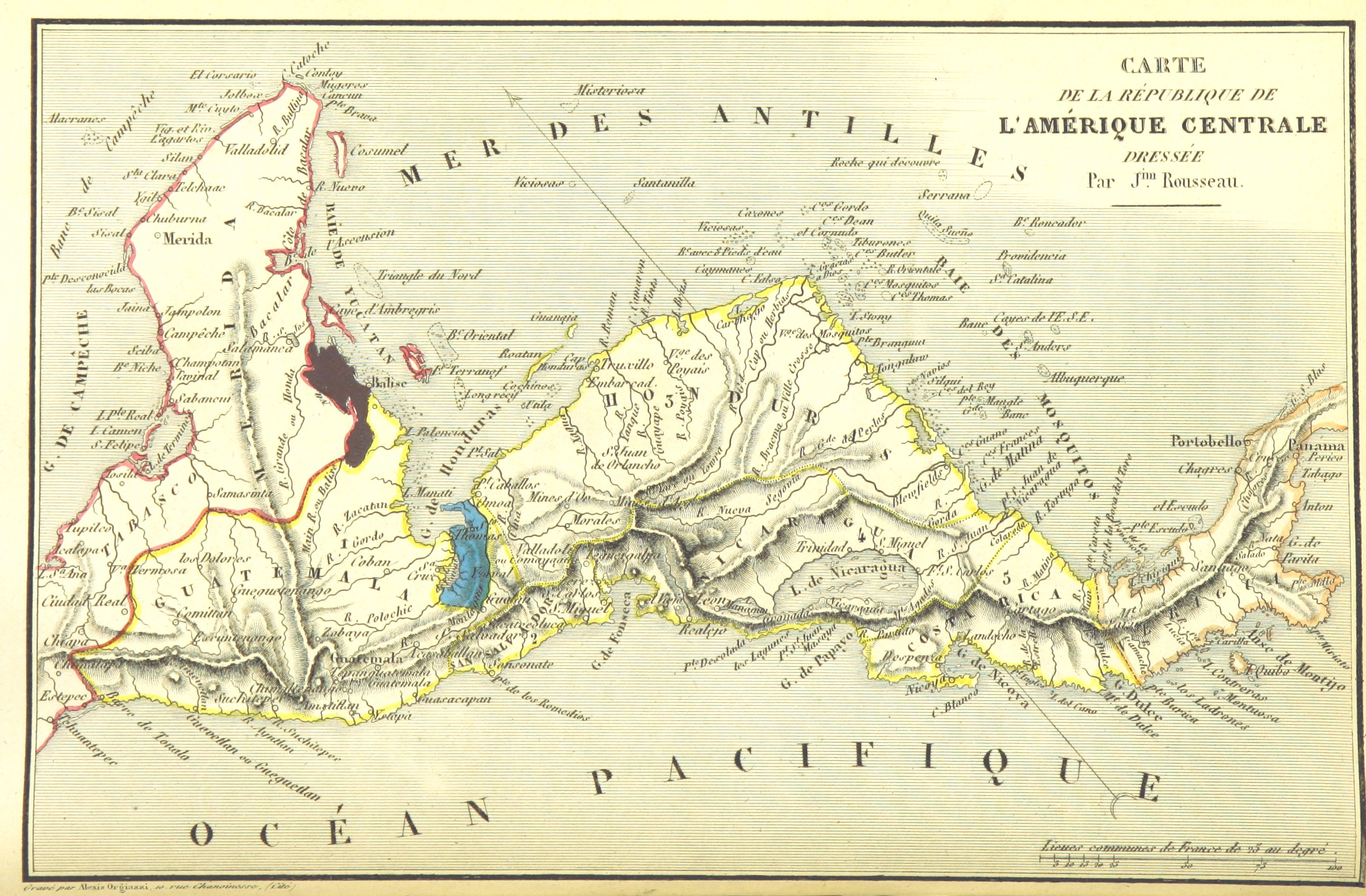
Карта центральноамериканской республики

После принятия 22 ноября 1824 года Конституционной национальной ассамблеей федеральной конституции в Федеративной Республике Центральной Америки (исп. República Federal de Centro América), в состав которой вошли Гватемала, Гондурас, Никарагуа, Сальвадор и Коста-Рика, прошли первые выборы, на которых президентский пост оспаривали Хосе Сесилио Диас дель Валье и Мануэль Хосе де Арсе-и-Фагоага. Из 82 выборщиков за консерватора Валье проголосовало 41, за либерала Арсе — 34, но либеральный по составу конгресс, определив, что ни один из кандидатов не набрал достаточного для победы количества голосов, сам назначил президентом Арсе. Обострившийся конфликт между либералами и консерваторами привёл к гражданской войне, победу в которой одержала либеральная Союзная армия защитников закона под командованием Франсиско Морасана. 12 апреля 1829 года она заняла федеральную столицу Нуэва-Гватемала-де-ла-Асуньон, после чего президент Арсе и лидеры консерваторов (особенно семьи, связанные с влиятельным кланом Айсинена) были заключены в тюрьму, позже лишены имущества и изгнаны из страны. 25 июня 1829 года Морасан передал власть избранному конгрессом временному сенатору-президенту (исп. Senador Presidente) Хосе Франсиско Баррундии. 16 сентября 1830 года новым президентом был избран Франсиско Морасан. Поскольку опорой либеральных сил являлся Сальвадор, в октябре 1833 года столица федерации была перенесена в Сонсонате, центр одного из его департаментов, а в июне 1835 года — в его столицу Сан-Сальвадор. Для возможности участия Морасана в выборах 1834 года для временного исполнения полномочий был назначен вице-президент Хосе Грегорио Саласар; победу на выборах одержал умеренный политик Хосе Сесилио Диас дель Валье, скончавшийся до инаугурации; на проведённых 2 февраля 1835 года новых выборах Морасан был единственным кандидатом.
Его либеральная и антиклерикальная политика вызывала вооружённое сопротивление консерваторов, идеологическое размежевание территорий и, в итоге, спровоцировала распад федерации. 2 февраля 1838 года об отделении от Гватемалы объявили её северо-западные области, создавшие государство Лос-Альтос, вошедшее в союз 16 августа 1838 года. 2 мая 1838 года о выходе из федерации заявили консервативные власти Никарагуа, а после провозглашения федеральным конгрессом 30 мая 1838 года права выбора составными частями союза любой основанной на народном представительстве формы правления, федерацию покинули Гондурас (26 октября 1838 года), Коста-Рика (15 ноября 1838 года) и Гватемала (17 апреля 1839 года). 31 мая 1839 года их примеру последовало Лос-Альтос; подписав 10 августа 1839 года договор с Сальвадором, оно пыталось обезопасить себя в противостоянии консервативным лидерам Гватемалы, однако в развернувшемся 22 января 1840 года вооружённом конфликте потерпело поражение в течение недели; 26 февраля 1840 года гватемальское правительство объявило о восстановления своей власти над Лос-Альтосом.
1 февраля 1839 года Морасан, пытаясь сохранить федерацию, передал полномочия вице-президенту Диего Вихилю, который 31 марта 1840 года, когда единственным государством в её составе остался Сальвадор, объявил о её роспуске (этому предшествовало вторжение 18 марта сальвадорских войск под командованием Морасана в Гватемалу, где они потерпели поражение).
|        | Портрет | Имя (годы жизни)                                                                     | Полномочия       | Полномочия       | Выборы       | Должность | Пр.                  |
| Начало | Портрет | Имя (годы жизни)                                                                     | Окончание        |                  | Выборы       | Должность | Пр.                  |
| ------ | ------- | ------------------------------------------------------------------------------------ | ---------------- | ---------------- | ------------ | --- | -------------------- |
| 1      |         | Мануэль Хосе де Арсе-и-Фагоага (1787—1847) исп. Manuel José de Arce y Fagoaga        | 29 апреля 1825   | 13 апреля 1829   | 1825         | президент исп. Presidente | [ 32 ] [ 33 ]        |
| —      |         | Хосе Франсиско Морасан Кесада (1792—1842) исп. Jose Francisco Morazan Quezada        | 13 апреля 1829   | 25 июня 1829     | [ комм. 23 ] | главнокомандующий Союзной армией защитников закона Центральной Америки исп. General en Jefe de los Ejército Aliado Protectores de la Ley de Centroamérica | [ 37 ] [ 45 ] [ 46 ] |
| —      |         | Хосе Франсиско Баррундиа-и-Сепеда (1787—1854) исп. José Francisco Barrundia y Cepeda | 25 июня 1829     | 16 сентября 1830 | [ комм. 25 ] | сенатор-президент исп. Senador Presidente | [ 47 ] [ 48 ]        |
| 2 (I)  |         | Хосе Франсиско Морасан Кесада (1792—1842) исп. Jose Francisco Morazan Quezada        | 16 сентября 1830 | 16 сентября 1834 | 1830         | президент исп. Presidente | [ 37 ] [ 45 ] [ 46 ] |
| и. о.  |         | Хосе Грегорио Саласар Лара (1773—1838) исп. José Gregorio Salazar Lara               | 16 сентября 1834 | 14 февраля 1835  | [ комм. 26 ] | отвечающий за исполнительную власть вице-президент исп. Vicepresidente encargado del Ejecutivo                                                            | [ 38 ]               |
| 2 (II) |         | Хосе Франсиско Морасан Кесада (1792—1842) исп. Jose Francisco Morazan Quezada        | 14 февраля 1835  | 1 февраля 1839   | 1835         | президент исп. Presidente | [ 37 ] [ 45 ] [ 46 ] |
| и. о.  |         | Диего Фернандес Вихиль-и-Коканья (1799—1845) исп. Diego Fernández Vijil y Cocaña     | 1 февраля 1839   | 31 марта 1840    | [ комм. 27 ] | отвечающий за исполнительную власть вице-президент исп. Vicepresidente encargado del Ejecutivo                                                            | [ 42 ]               |

## Центральноамериканская Конфедерация (1842—1845)
Новой попыткой объединения Центральной Америки стала Центральноамериканская Конфедерация (исп. Confederación de Centroamérica), образованная в 1842 году Сальвадором, Гондурасом и Никарагуа. Представители этих государств собрались 17 марта 1842 года в никарагуанском городе Чинандега на конвенцию, приняли 17 июля 1842 года союзную конституцию и подписали 27 июля 1842 года пакт о создании единых органов законодательной, исполнительной и судебной власти. На приглашение присоединиться к интеграционному процессу Гватемала ответила отказом, а Коста-Рика 6 декабря 1843 года согласилась при условии внесения в пакт ряда изменений; коста-риканские предложения остались без рассмотрения и её присоединение к союзу не состоялось.
29 марта 1844 года собравшиеся в сальвадорском городе Сан-Висенте делегаты дьеты (исп. Dieta) избрали главой исполнительной власти верховного делегата (исп. Supremo Delegado) Фруто Чаморро. Его полномочия оставались номинальными при сохранении фактической полноты власти у глав трёх государств-членов. Согласно worldstatesmen.org полномочия Чаморро были прекращены 1 декабря того же года; в 1845 году он безрезультатно предлагал трём государствам проект нового договора, к этому времени их союз де-факто был прекращён.
|        | Портрет | Имя (годы жизни)                                                    | Полномочия    | Полномочия     | Выборы       | Должность                               | Пр.           |
| Начало | Портрет | Имя (годы жизни)                                                    | Окончание     |                | Выборы       | Должность                               | Пр.           |
| ------ | ------- | ------------------------------------------------------------------- | ------------- | -------------- | ------------ | --------------------------------------- | ------------- |
| 3      |         | Хосе Фруто Чаморро Перес (1804—1855) исп. José Fruto Chamorro Pérez | 29 марта 1844 | 1 декабря 1844 | [ комм. 28 ] | верховный делегат исп. Supremo Delegado | [ 53 ] [ 54 ] |

## Федерация Центральной Америки (1852)

Герб (1851)

В ноябре 1849 года в никарагуанском городе Сантьяго-де-лос-Кабальерос-де-Леон начала работу конференция представителей Никарагуа, Гондураса и Сальвадора. 8 ноября 1849 года ими было подписано соглашение о создании Национального представительства Центральной Америки (исп. Representación Nacional de Centroamérica), формируемого парламентами стран (по два лица от каждой, избираемые на 4 года и наполовину обновляемых каждые 2 года). Целью этого была унификация политики, установление единого международного представительства и создание общих властных институтов трёх стран. Первая встреча избранных представителей состоялась 9 января 1851 года в Чинандеге (Никарагуа), в январе 1852 года со второй попытки они добились от национальных правительств созыва Конституционной ассамблеи Центральной Америки (исп. Asamblea Constituyente de Centroamérica), которая вскоре одобрила Национальный Статут Центральной Америки и избрала её временным президентом Хосе Тринидада Кабаньяса, а после его отказа принять пост — Франсиско Кастельона. Однако отказ Никарагуа и Гондураса ратифицировать принятый статут и провозглашение Никарагуа суверенным государством (как ранее сделали Гватемала и Коста-Рика) прервали интеграционный процесс.
22 апреля 1851 года Национальное представительство утвердило герб союза, на котором страны-участницы традиционно изображались вулканами под радугой, который включал иное наименование страны: Федерация Центральной Америки (исп. Federación de Centroamérica).
|        | Портрет | Имя (годы жизни)                                                                           | Полномочия      | Полномочия      | Выборы       | Должность                                    | Пр.           |
| Начало | Портрет | Имя (годы жизни)                                                                           | Окончание       |                 | Выборы       | Должность                                    | Пр.           |
| ------ | ------- | ------------------------------------------------------------------------------------------ | --------------- | --------------- | ------------ | -------------------------------------------- | ------------- |
| 4      |         | Хосе Тринидад Кабаньяс Фьяльос (1805—1871) исп. José Trinidad Cabañas Fiallos              | 13 октября 1852 | 28 октября 1852 | [ комм. 31 ] | временный президент исп. Presidente interino | [ 59 ] [ 60 ] |
| 5      |         | Франсиско Антонио Кастельон Санабрия (1815—1855) исп. Francisco Antonio Castellón Sanabria | 28 октября 1852 | 10 ноября 1852  | [ комм. 31 ] | временный президент исп. Presidente interino | [ 61 ]        |

## Великая Республика и Соединённые Штаты Центральной Америки (1896—1898)
20 июня 1895 года Гондурас, Никарагуа и Эль-Сальвадор сделали новую попытку объединения, подписав Пакт Амапалы (по названию гондурасского города Амапала, места его подписания, ставшего столицей нового союза трёх государств). Ратификация документа и создание союза, получившего название Великая Республика Центральной Америки (исп. República Mayor de Centro América), были завершены 15 сентября 1896 года; в тот же день начал работу коллегиальный орган исполнительной власти — Дьета (исп. Dieta) в составе трёх представителей по одному от каждого из государств-членов. 27 августа 1898 года Генеральная ассамблея (исп. Asamblea General) утвердила Политическую конституцию Соединённых Штатов Центральной Америки (исп. Costitución política de los Estados Unidos de Centro América), после ратификации вступившую в силу 1 ноября 1898 года.

Герб (1898)

Коллегиальным органом исполнительной власти, начавшим работу в день официального провозглашения Соединённых Штатов Центральной Америки (исп. Estados Unidos de Centroamérica) 1 ноября 1898 года, стал Федеральный исполнительный совет (исп. Consejo Ejecutivo Federal) в составе трёх членов, представлявших каждый из штатов. Однако в течение месяца союз был прекращён: 25 ноября 1898 года о выходе из него своей страны объявил совершивший военный переворот в Эль-Сальвадоре Томас Регаладо, 29 ноября 1898 года его примеру последовал Гондурас, в связи с чем на следующий день Исполнительный совет заявил о роспуске федерации; 1 декабря 1898 года это было признано Никарагуа.
|        | Портрет | Имя (годы жизни)                                                                      | Полномочия       | Полномочия     | Должность | Представляемое государство | Пр.           |
| Начало | Портрет | Имя (годы жизни)                                                                      | Окончание        |                | Должность | Представляемое государство | Пр.           |
| ------ | ------- | ------------------------------------------------------------------------------------- | ---------------- | -------------- | --- | -------------------------- | ------------- |
| —      |         | Хасинто Кастельянос Ривас (1843—1897) исп. Jacinto Castellanos Rivas                  | 15 сентября 1896 | 24 июня 1897   | члены дьеты Великой Республики Центральной Америки исп. miembros de Dieta de la República Mayor de Centro América                                                  | Эль-Сальвадор              | [ 63 ] [ 67 ] |
| —      |         | Энрике Константино Фьяльос Морено (1861—1910) исп. Enrique Constantino Fiallos Moreno | 15 сентября 1896 | 1 ноября 1898  | члены дьеты Великой Республики Центральной Америки исп. miembros de Dieta de la República Mayor de Centro América                                                  | Гондурас                   | [ 63 ] [ 68 ] |
| —      |         | Эухенио Мендоса (?—?) исп. Eugenio Mendoza                                            | 15 сентября 1896 | 1 ноября 1898  | члены дьеты Великой Республики Центральной Америки исп. miembros de Dieta de la República Mayor de Centro América                                                  | Никарагуа                  | [ 63 ] [ 69 ] |
| —      |         | Сальвадор Гальегос Вальдес (1844—1919) исп. Salvador Gallegos Valdez                  | 1 ноября 1898    | 29 ноября 1898 | члены Федерального исполнительного совета Соединённых Штатов Центральной Америки исп. miembros de Consejo Ejecutivo Federal de los Estados Unidos de Centroamérica | Эль-Сальвадор              | [ 63 ]        |
| —      |         | Анхель Угарте Вега (1856—1926) исп. Ángel Ugarte Vega                                 | 1 ноября 1898    | 29 ноября 1898 | члены Федерального исполнительного совета Соединённых Штатов Центральной Америки исп. miembros de Consejo Ejecutivo Federal de los Estados Unidos de Centroamérica | Гондурас                   | [ 63 ]        |
| —      |         | Мануэль Коронель Матус (1864—1910) исп. Manuel Coronel Matus                          | 1 ноября 1898    | 29 ноября 1898 | члены Федерального исполнительного совета Соединённых Штатов Центральной Америки исп. miembros de Consejo Ejecutivo Federal de los Estados Unidos de Centroamérica | Никарагуа                  | [ 63 ] [ 70 ] |

## Республика Центральной Америки (1921—1922)
Последняя по времени попытка создать единое государство в Центральной Америке была предпринята в период с июня 1921 года по январь 1922 года. 19 января 1921 года в коста-риканской столице Сан-Хосе представители Гватемалы, Гондураса, Коста-Рики и Эль-Сальвадора подписали договор о создании новой Федерации Центральной Америки (исп. Federación de Centroamérica). Соглашение было ратифицировано 3 февраля Гондурасом, 25 февраля Сальвадором и 9 апреля Гватемалой и вступило в силу 13 июня 1921 года (в Коста-Рике процедура была отложена). В гондурасской столице Тегусигальпе в тот же день начал работу Временный федеральный совет (исп. Consejo Federal Provisional) во главе с Хосе Висенте Мартинесом. 9 сентября 1921 года Национальная конституционная ассамблея делегатов трёх государств обнародовала Политическую конституцию Республики Центральной Америки (исп. Constitución Política de la República de Centroamérica), после её вступления в силу 1 октября 1921 года федерация стала назваться Республика Центральной Америки (исп. República de Centro América). Вскоре началась дезинтеграция союза: 14 января 1922 года о прекращении своего членства в нём заявила Гватемала, 29 января прекратил работу федеральный совет, 4 февраля из федерации вышел Эль-Сальвадор и 7 февраля — Гондурас.
|        | Портрет | Имя (годы жизни)                                             | Полномочия   | Полномочия     | Должность                                                                                | Пр.    |
| Начало | Портрет | Имя (годы жизни)                                             | Окончание    |                | Должность                                                                                | Пр.    |
| ------ | ------- | ------------------------------------------------------------ | ------------ | -------------- | ---------------------------------------------------------------------------------------- | ------ |
| 6      |         | Хосе Висенте Мартинес (1863—1922) исп. José Vicente Martínez | 13 июня 1921 | 29 января 1922 | президент Временного федерального совета исп. Presidente del Consejo Federal Provisional | [ 63 ] |